# Псиллы (народ)
Псиллы (греч. Ψύλλοι) — древний народ в Северной Африке.

## История
Обитали в местности, примыкающей к заливу Большой Сирт‌‌‌‌
Название получили по имени мифологического царя Псилла.
Были известны как заклинатели змей, яд которых умели высасывать безвредно для себя. По словам Диона Кассия, Октавиан с помощью псиллов пытался оживить Клеопатру, умершую от укуса змеи.
По легенде псиллы проверяли укусами змей и своих детей, если ребёнок умирал, то считалось — женщина согрешила с инородцем.
Согласно Геродоту в его времена псиллы уже совершенно исчезли в песках пустыни, их земли заселили насамоны. Но этот народ упоминается впоследствии и у других писателей (Страбон 13, 588, 17, 838).